# Novohuleaiivka, Berezivka
Novohuleaiivka (în ucraineană Новогуляївка) este un sat în comuna Șîreaieve din raionul Berezivka, regiunea Odesa, Ucraina.

## Demografie
Componența lingvistică a localității Novohuleaiivka
     Ucraineană (90,21%)
     Rusă (6,29%)
     Română (3,5%)
Conform recensământului din 2001, majoritatea populației localității Novohuleaiivka era vorbitoare de ucraineană (90,21%), existând în minoritate și vorbitori de rusă (6,29%) și română (3,5%).